# Hoffnungskirche (Rüdersdorf bei Berlin)

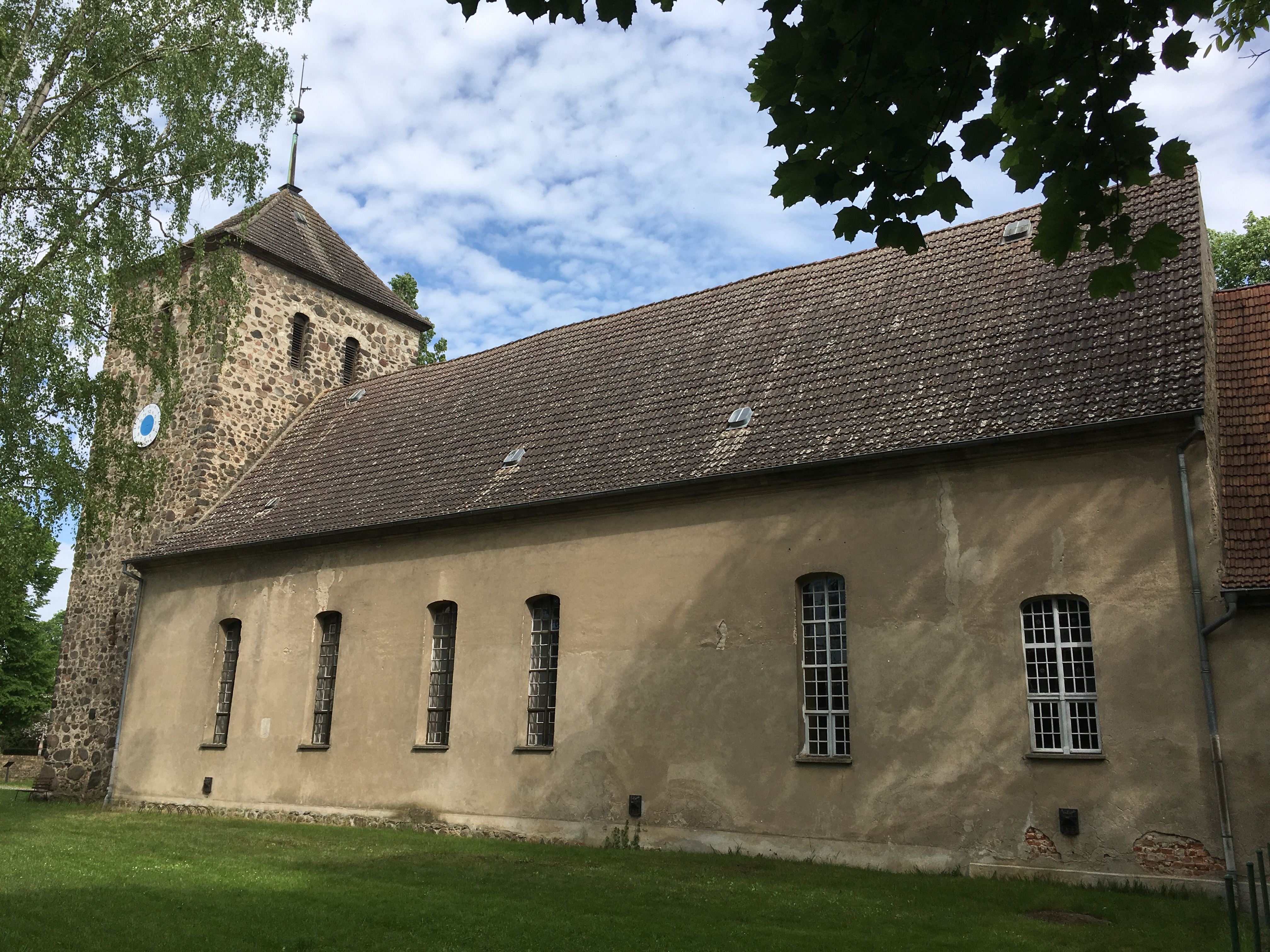
Hoffnungskirche Rüdersdorf bei Berlin

Die evangelische Hoffnungskirche ist eine Feldsteinkirche aus dem 13. Jahrhundert in Rüdersdorf bei Berlin, einer Gemeinde im Landkreis Märkisch-Oderland im Land Brandenburg. Die Kirchengemeinde gehört zum Kirchenkreis Oderland-Spree der Evangelischen Kirche Berlin-Brandenburg-schlesische Oberlausitz. Sie ist nach der christlichen Tugend der Hoffnung benannt.

## Lage
Die Karl-Liebknecht-Straße führt von Norden kommend in südlicher Richtung durch den Ort. Im historischen Zentrum zweigt die Fürstenwalder Straße nach Westen ab. Die Kirche steht nordöstlich dieser Kreuzung auf einem Grundstück, das durch eine Mauer aus unbehauenen und nicht lagig geschichteten Feldsteinen eingefriedet ist.

## Geschichte
Der Sakralbau wurde um 1240 errichtet. Das Kirchenpatronat lag seinerzeit bei den Zisterziensermönchen aus dem Kloster Zinna. Unter ihrer Leitung entstand eine der zahlreichen spätromanischen Feldsteinkirchen, die sich durch eine sorgfältige Quaderung der Feldsteine auszeichnet. Es handelte sich dabei um eine vollständige Anlage aus Kirchenschiff, eingezogenem Chor und halbrunder Apsis. Das Patrozinium der römisch-katholischen Kirche lag bei der Jungfrau Maria. Im ersten Drittel des 14. Jahrhunderts erhielt die Kirche den spätgotischen Westturm.
Die erste urkundliche Erwähnung findet sich im Landbuch Karls IV. im Jahr 1375. 1540 kam die Reformation in den Ort und der letzte katholische Pfarrer, Johann Arndt, wurde der erste protestantische. Im Dreißigjährigen Krieg wurde das Dorf niedergebrannt; der Kirchturm brannte aus. Doch bereits 1645 goss Jacob Neuwert aus Berlin eine neue Glocke, die 1655 im wiederhergestellten Turm aufgehängt wurde.
Im 18. Jahrhundert stieg die Anzahl der Bevölkerung durch die Förderung des Bergbaus stark an. Die Pfarrgemeinde wuchs, auch durch Kolonisten aus Grünheide (Mark). 1718 und 1790 erweiterten daher Handwerker den Bau nach Osten.
Zwischen 1912 und 1914 untersuchten Experten das Bauwerk. Sie legten das Fundament des Ursprungsbaus sowie 16 Grabgewölbe aus dem 16. bis 18. Jahrhundert frei – darunter die Grabplatte des ersten kurfürstlichen Amtshauptmanns Volkmer von Germershausen. 1968 erfolgte eine Restaurierung des Kirchenschiffs, das durch Grundwasser beschädigt worden war. Unter der Leitung des Pfarrers Dietrich Herm legten Handwerker das Schiff trocken, bauten die Empore aus und erneuerten die Ausmalung. 1998 erfolgte eine weitere, umfassende Rekonstruktion, bei der der Altar neu gestaltet wurde. Von 2002 bis 2003 erneuerte die Kirchengemeinde die Umfassungsmauer. Der Chor wird im 21. Jahrhundert als Winterkirche genutzt.

## Baubeschreibung

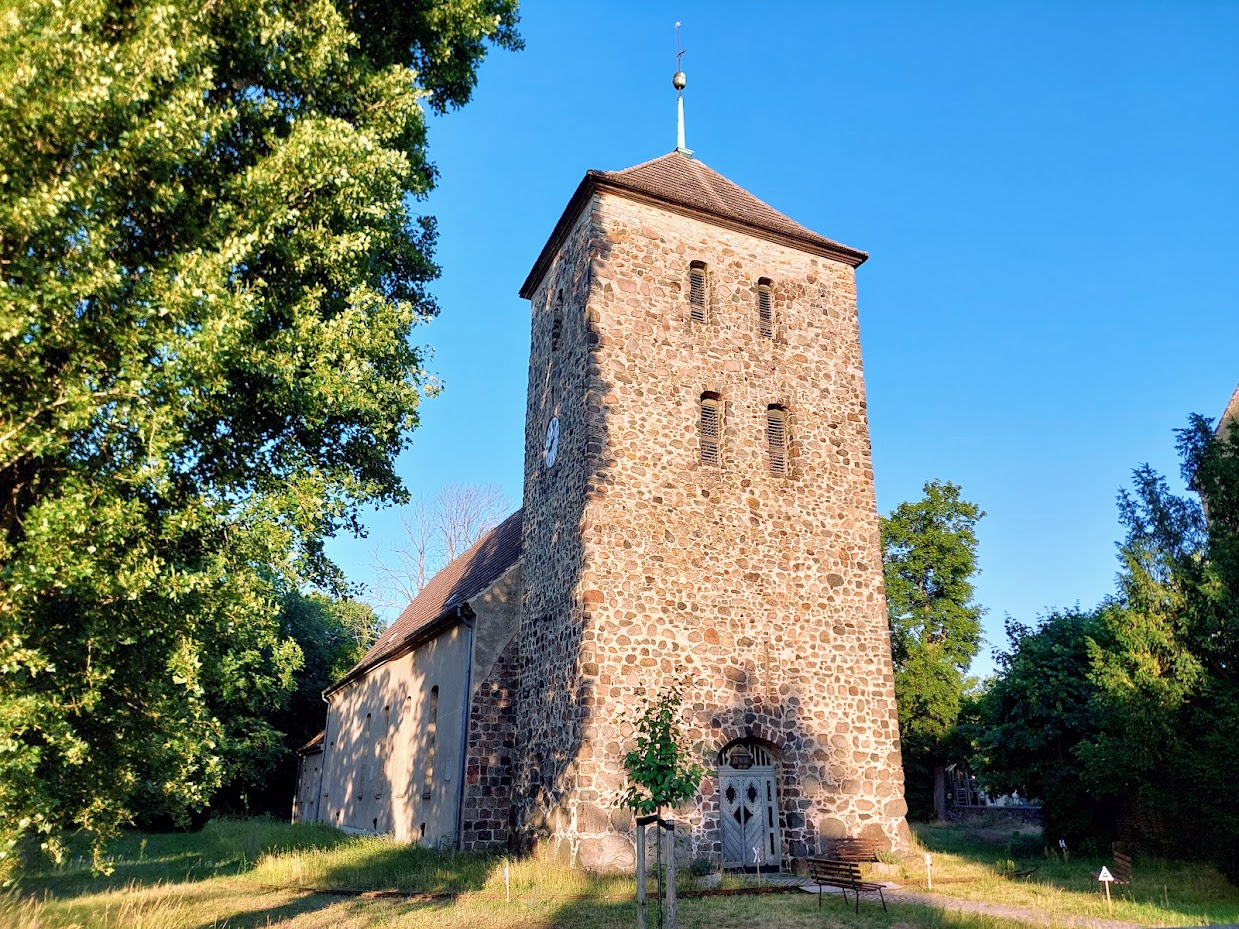
Westturm

Der Bau wurde im Wesentlichen aus Feldstein errichtet, der jedoch flächig verputzt ist. Bei der Erweiterung kam vorzugsweise Mauerstein zum Einsatz. Im Osten des Bauwerks ist ein rechteckiger Chor, der gerade und stark eingezogen ist. Seine Ostwand ist bis auf eine gedrückt-segmentbogenförmige Pforte im nördlichen Bereich geschlossen. An der Nordwand sind zwei, an der Südwand drei große bienenkorbförmige Fenster. Sie werden durch ein kleines, mittig angebrachtes Fenster an der Nordseite, sowie einen Kellerabgang unterhalb des westlich gelegenen Fensters an der Südseite ergänzt. Der Chor trägt ein schlichtes Satteldach, das nach Osten hin abgewalmt ist.
Das Kirchenschiff hat ebenfalls einen rechteckigen Grundriss. Nach Osten hin sind zwei Sprossenfenster verbaut; es folgen mit einem Abstand nach Westen hin vier weitere, schlankere Fenster. Die Südseite ist mittlerweile identisch gestaltet. Eine Aufnahme aus dem Jahr 1912 zeigt zwischen den vier westlichen und den zwei östlich gelegenen Fenstern eine Pforte, durch die die Kolonisten aus Grünheide die Kirche betraten.

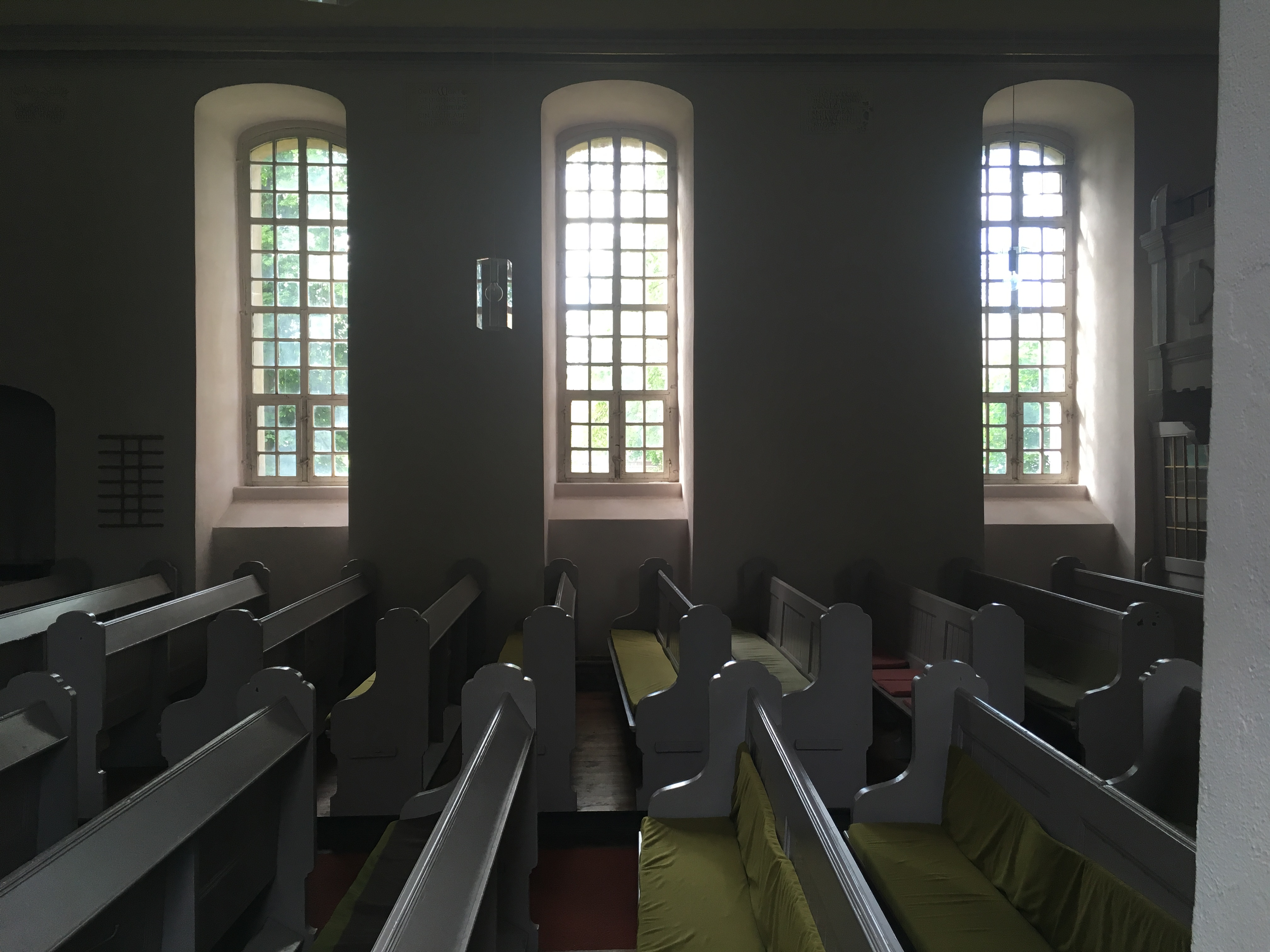
Blick ins Kirchenschiff

Der Kirchturm ist querrechteckig und leicht eingezogen. Er wurde ebenfalls aus Feldsteinen errichtet, die jedoch nur wenig behauen und lediglich im unteren Bereich leicht lagig geschichtet wurden. Im Sockel verwendeten die Baumeister große Findlinge. Der Zugang erfolgt über ein großes, segmentbogenförmiges Portal mit leicht behauenen Feldsteinen, die die Laibung formen. Darüber ist rechts ausmittig eine schlitzförmige Öffnung, deren Form sich auch an der Südseite wiederfindet. An der Nordseite ist ein kleines Fenster. Das Turmgeschoss ist an seiner Westfront mit zwei bienenkorbförmigen Klangarkaden gegliedert, darüber zwei weitere, kleinere Öffnungen. An der Nordseite ist eine Turmuhr, darüber eine kleine, rechteckige Öffnung und eine weitere Klangarkade. An der Südseite ist eine Blende als Ersatz für eine noch wieder anzubringende Turmuhr angebracht; darüber eine weitere Klangarkade. Der Turm schließt mit einem Zeltdach mit Turmknopf und Stern ab.

## Ausstattung
Die Kanzel stammt aus dem Jahr 1718. Zur weiteren Kirchenausstattung gehören ein Kruzifix aus dem Jahr 1525 sowie eine Fünte in Kufenform, die 1598 aus Kalkstein angefertigt wurde. An der Ostwand hängt ein vergoldetes Metallkreuz mit Christussymbolen. Es wird durch 12 Bibelsprüche aus dem Alten und Neuen Testament ergänzt, die an den Längswänden unter dem Deckenprofil angebracht wurden. An der Nordseite des Kirchenschiffs befindet sich das Epitaph des Amthauptmannes Germershausen, der 1572 verstarb.
Im Turm hängen zwei Glocken. Die größere goss Josef Neuwert im Jahr 1645. Die kleinere Glocke musste die Gemeinde 1917 abgeben; sie wurde durch eine Spende des Lehrers Thal im Jahr 1928 durch eine neue Glocke der Gießerei Voss & Sohn in Stettin ersetzt. Die Orgel aus dem Jahr 1839 stammt vom Orgelbauer Heise aus Potsdam.
Nordwestlich der Kirche steht außerhalb der Umfassungsmauern ein Gedenkstein für die Gefallenen der Weltkriege.